# La Ville indomptée
Pour plus de détails, voir Fiche technique et Distribution.
La Ville indomptée (titre original : Robinson warszawski) est un film polonais réalisé par Jerzy Zarzycki, et sorti en 1950 au cinéma.

## Fiche technique
- Titre : La Ville indomptée
- Second titre : Le Robinson de Varsovie
- Titre original : Robinson warszawski
- Réalisation : Jerzy Zarzycki
- Scénario : Jerzy Andrzejewski, Jerzy Zarzycki, Czesław Miłosz
- Société de Production :
- Musique : Roman Palester, Artur Malawski
- Photographie : Jean Isnard
- Montage : Victoria Mercanton
- Costumes :
- Pays d'origine :  Pologne
- Format :
- Genre :
- Durée : 80 minutes (1 h 20)
- Date de sortie : 
  - Pologne : 7 décembre 1950
  - France : 6 février 1952

## Distribution
- Kazimierz Sapiński : Julek
- Jerzy Rakowiecki : Jan
- Igor Śmiałowski : Andrzej
- Jan Kurnakowicz : Rafalski
- Seweryn Butrym : le général polonais
- Zofia Mrozowska : Krystyna
- Jerzy Kaliszewski : officier allemand
- Lucjan Dytrych : obergruppenführer Fisher
- Alfred Łodziński : un voleur allemand
- Michał Melina : le général allemand
- Janusz Ziejewski : un voleur allemand
- Stanisław Jasiukiewicz : le soldat Radziecki
- Jan Świderski : le major Radziecki
- Maria Kaniewska : la femme à la fenêtre

## Distinctions
- prix du Festival international du film de Karlovy Vary 1951
- présentation en sélection officielle en compétition au Festival de Cannes 1951[1]